# Flodhäst
Flodhäst (Hippopotamus amphibius) är ett däggdjur som lever i Afrika, främst söder om Sahara. Flodhästar lever i flock och tillbringar större delen av sin tid stående i vatten. Den kan vara aggressiv och farlig för människan.

## Systematik och utbredning
Flodhästen förekommer i Afrika söder om Sahara. Tidigare var de även vanliga i Nilen i Egypten, men där är flodhästen numera utrotningshotad. Dessutom fanns den för 3500 år sedan även i Mesopotamien och nordvästra Afrika. På slätten kring floden Jordan överlevde de lite längre men dog ut där för cirka 2000 år sen.
Flodhästen beskrevs vetenskapligt 1758 av Carl von Linné under det nuvarande vetenskapliga namnet Hippopotamus amphibius.  "Hippopotamus" härstammar från gammalgrekiskans ἱπποπόταμος, hippopotamos, från ἵππος, hippos, som betyder "häst", och ποταμός, potamos, som betyder "flod".
Flodhästen utgör typart inom familjen Hippopotamidae som även omfattar dvärgflodhästen vilken placeras i ett annat släkte inom familjen. Flodhästarna tillhör ordningen partåiga hovdjur tillsammans med bland annat kameler, kor, hjortdjur och grisar. Men flodhästarna är inte närbesläktade med någon av dessa grupper. Fram till 1909 antogs flodhästarna vara närbesläktade med grisar på grund av morfologiska likheter vad gäller kindtänderna. Men forskning, som på senare tid bekräftats av genetiska studier visar att deras närmsta släktingar utgörs av valarna. Den gemensamma förfadern till valar och flodhästar urskiljde sig från övriga partåiga klövdjur för ungefär 60 miljoner år sedan. Den äldsta kända flodhästen är släktet Kenyapotamus, funnet som fossil i Afrika och dateras till ungefär 16 miljoner år gammalt.
Fem underarter av flodhästen har beskrivits utifrån morfologiska skillnader i skallen och geografiska skillnader:
- H. a. amphibius – nominatformens utbredningsområdet har beskrivits sträcka sig från Egypten, där den idag är utdöd, och söderut utmed Nilen till Tanzania och Moçambique
- H. a. kiboko – förekommer i Kenya i området kring Afrikas stora sjöar, och i Somalia på Afrikas horn.
- H. a. capensis – förekommer från Zambia till Sydafrika
- H. a. tschadensis – förekommer i Västafrika till Tchad
- H. a. constrictus – förekommer i Angola, södra Demokratiska republiken Kongo och Namibia

De föreslagna underarterna har inte accepterats i någon större utsträckning och de morfologiska skillnaderna är små. Det har genomförts jämförande genetiska studier av tre av de föreslagna taxonen amphibius, capensis och kiboko där man funnit små men tydliga skillnader.

## Utseende
En vuxen flodhäst har en kroppslängd (huvud och bål) av 2,9 till 5 meter och en svanslängd av 4 till 5,5 cm. Mankhöjden är cirka 150 cm eller något större. Individerna väger vanligen 1 till 2,5 ton och enstaka exemplar (av hanar) har noterats med vikt uppåt 4 ton. Tillsammans med noshörningar är arten det näst tyngsta landlevande däggdjuret, efter elefanter. Flodhästen har ett mycket stort huvud som är tillplattat och brett och kan väga upp till 450 kg. Flodhästen har i många avseenden en kropp anpassad till vatten. Kroppen liknar en tunna och den har korta ben samt simhud mellan tårna. Den har tydligt utstående öron, ögon och näsöppningar vilka är de enda kroppsdelar som befinner sig över vattenytan när djuret ligger i vattnet. Huden är huvudsakligen grå-violett till kopparbrun med mörkbrun skugga på ovansidan. Runt ögon och öron är huden däremot rosafärgad. Artens kropp ser naken ut men den är glest täckt med korta fina hår. Flodhästen avsöndrar ett rödaktigt sekret från körtlarna som finns i huden. Med vätskan hålls huden fuktig när flodhästen vistas utanför vattnet. I äldre berättelser antogs på grund av den röda färgen att arten "svettas blod".
Flodhästar har 40 till 44 tänder. I varje käkhalva finns två eller tre framtänder, en hörntand, fyra premolarer och tre molarer. Fram- och hörntänder liknar betar och de växer hela tiden. Hanarnas nedre hörntänder blir ibland 50 cm långa. Hörntänderna används vanligen under strider och framtänderna för att gräva.

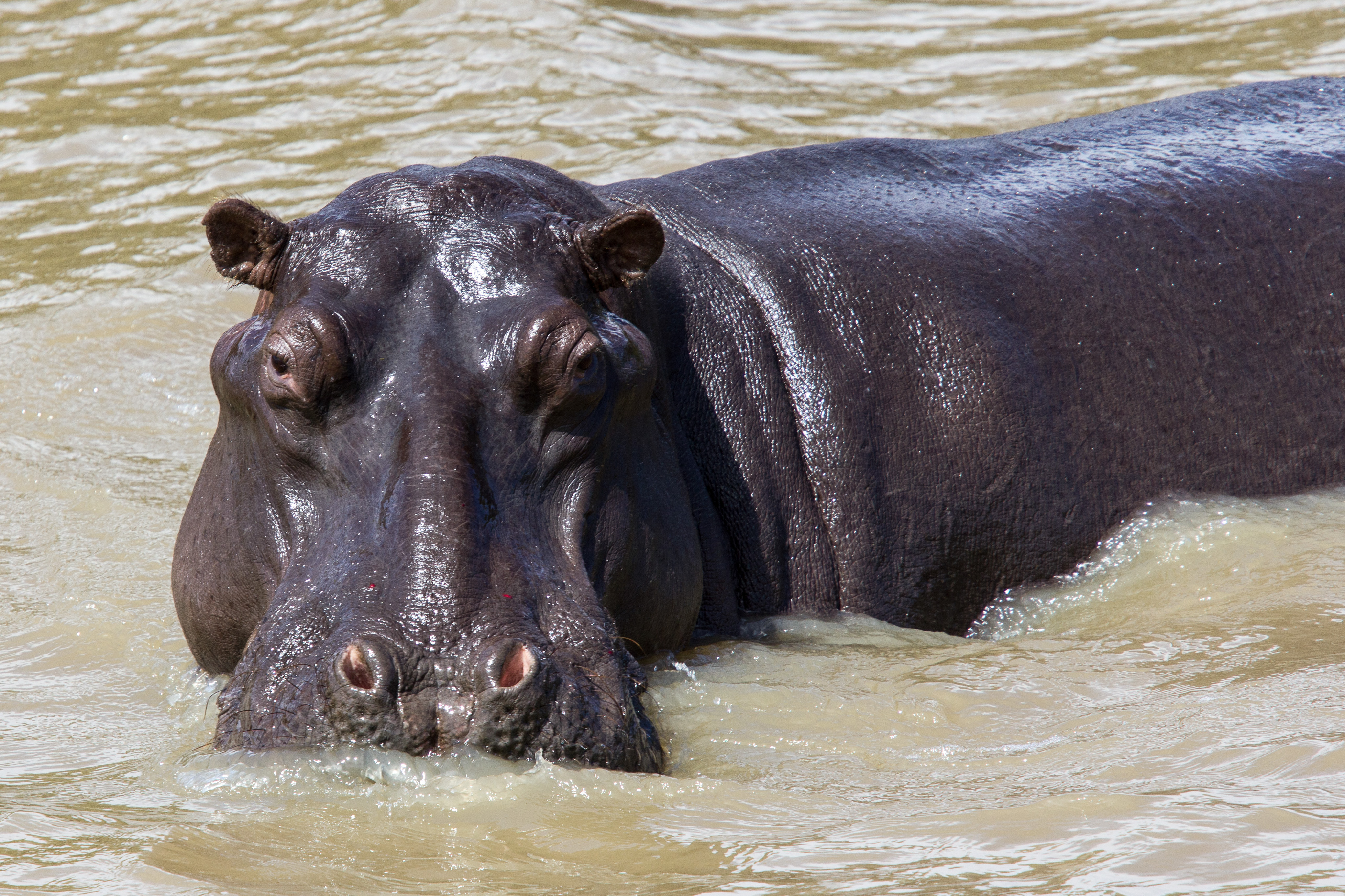
Flodhäst, Isimangaliso Wetland Park, KwaZulu-Natal.
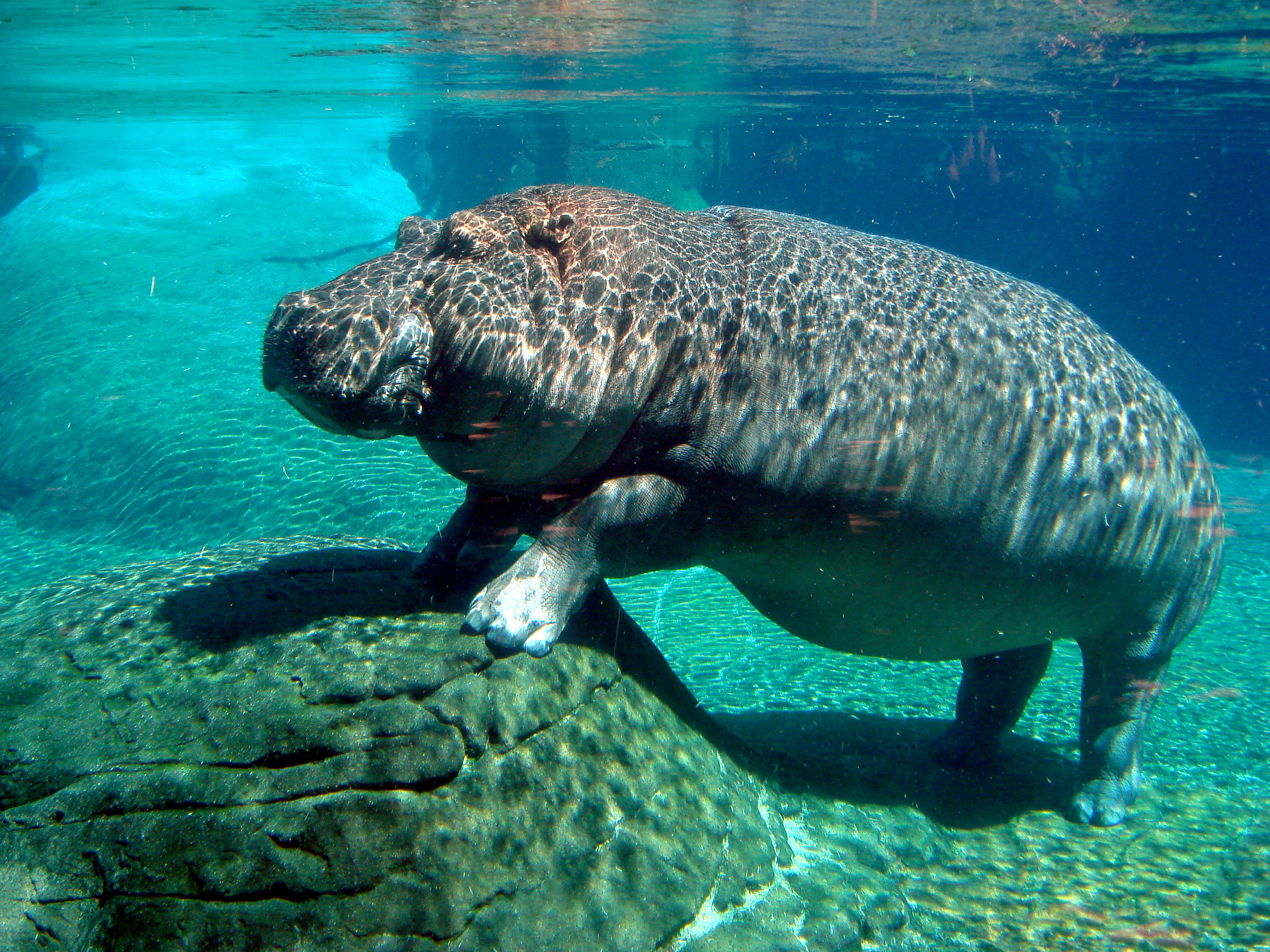
Flodhäst under vatten. Flodhästens kropp är i många avseenden anpassad till ett liv i vatten.

## Ekologi
Flodhästen föredrar floder med långsamt flytande vatten med temperaturer mellan 18 och 35 °C. De behöver områden med gräs i vattendragens närhet. Flodhästar lever ensamma eller i flockar som vanligen har upp till 15 medlemmar. Ibland förenas flera flockar till en stor grupp med upp till 150 individer. Varje flock har ett tydligt avgränsat revir som markeras med avföring. Äldre hannar lever ibland ensamma men oftast är de ledare för en flock som består av honor, ungar och ibland unga hannar. Reviret försvaras genom strider som kan leda till döden för ena eller ibland båda rivalerna.
Flodhästar är bra anpassade till livet i vatten. På land svettas de mycket och ibland bränner de sig i solen. De är goda dykare och kan stanna upp till fem minuter under vattenytan. De sluter då sina näsöppningar. Flodhästarnas förmåga att simma är däremot obefintlig. De har ingen strömlinjeformad kropp och saknar fenor. Oftast går de på botten eller utnyttjar vattnets lyftkraft. Flodhästens flytförmåga: Flodhästkroppens densitet är lite högre än vattnet så den sjunker sakta och kan gå på tå över botten. Men om den fyller sina lungor med luft och håller andan reducerar luften flodhästens täthet och den kan hålla sig flytande utan ansträngning.
Rörelserna på land är vanligen långsama. Däremot kan springande flodhästar vara i upp till 0,3 sekunder med alla fyra fötter i luften.
Oftast använder de natten till att äta gräs. I sällsynta fall iakttogs flodhästar som åt ett kadaver. Flodhästens mag- och tarmsystem är egentligen inte utbildat för animalisk föda. Antagligen var de dokumenterade individerna sjuka eller köttet åts bara för att kompensera saltbristen. En vuxen flodhäst äter cirka 40 kg växtmassa per dygn. För att nå sina betesplatser vandrar flodhästar ibland fem till tio kilometer och skapar på så sätt tydliga stigar.
När den driver i vattnet med näsborrarna över vattenytan minskar hjärtats puls till 20 hjärtslag per minut istället för 60 slag på land. Samtidig andas arten bara 0,2 gånger per minut istället för 7 till 10 gånger per minut på land.
Lejon, hyenor och krokodiler kan jaga unga flodhästar men det händer mycket sällan på grund av föräldrarnas försvarsförmåga.

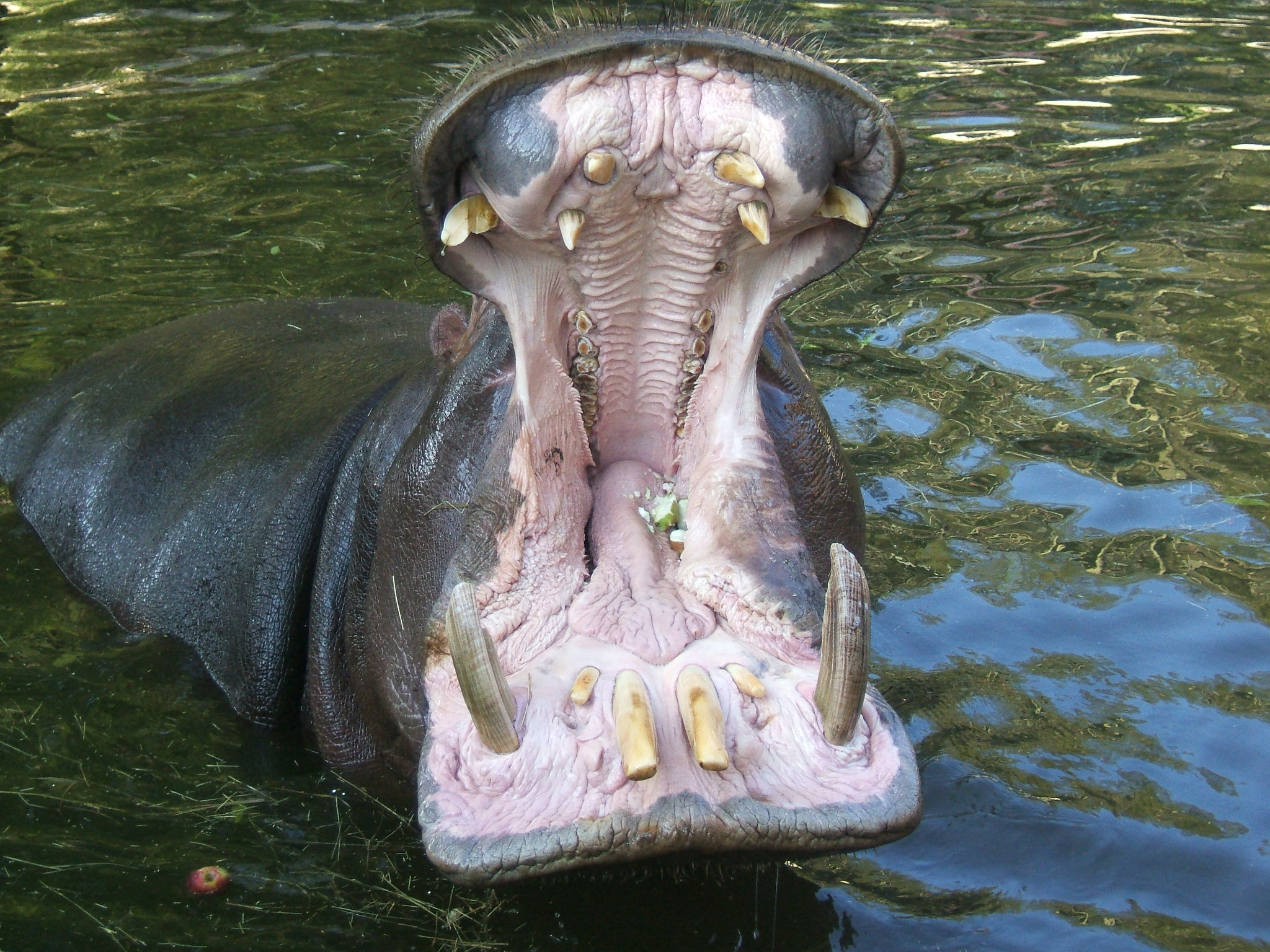
Flodhästen visar sina käftar som ett tecken på irritation.
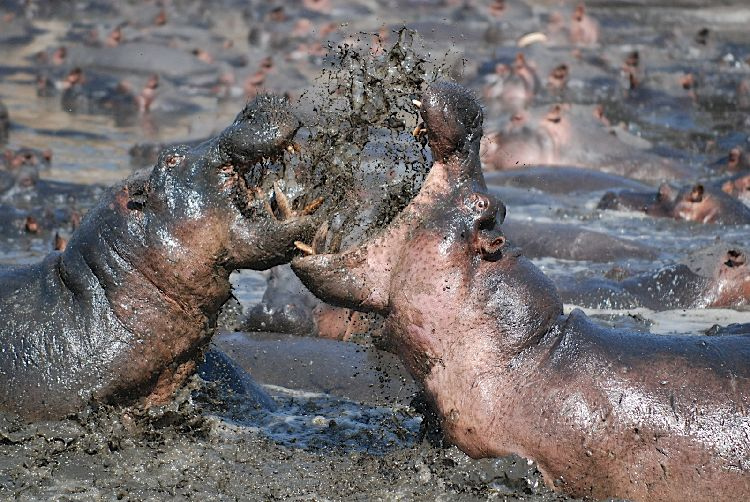
Kampande flodhästshannar.

### Fortplantning

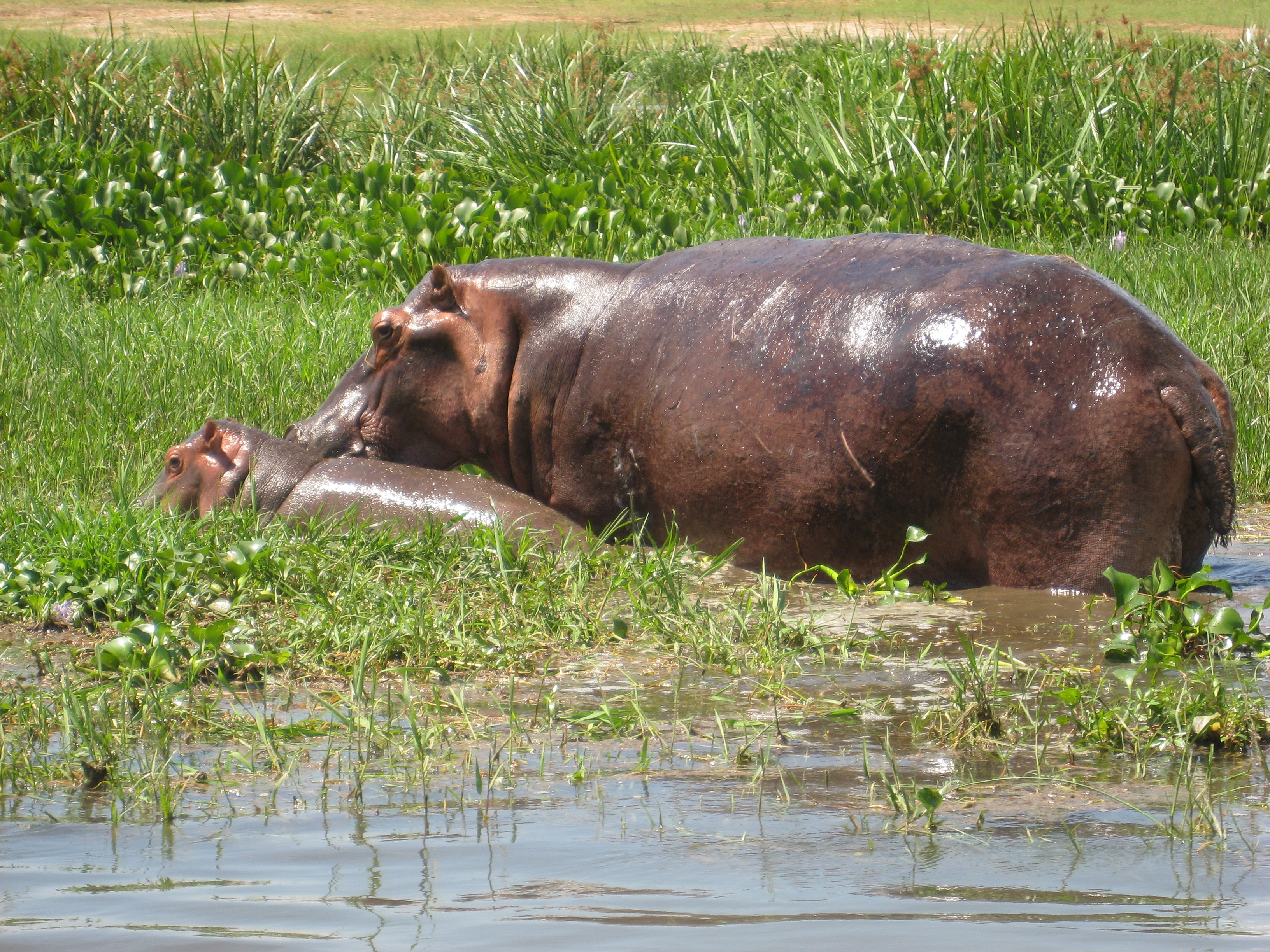
Hona med unge.

Flodhästar parar sig utanför regntiden och efter dräktigheten, som tar ungefär åtta månader (227 till 240 dagar), föds under regntiden oftast en enda unge. Parning sker endast i vattnet på grund av att hannarnas bakben inte kan bära hela kroppen och födelsen kan äga rum på grunt vatten eller på land. Ungen väger vid födelsen 25 till 55 kg och föds med bakfötterna framåt. Före ungens födelse lämnar honan flocken och hon kommer tillbaka efter 10 till 14 dagar när ungen har fått sin prägling. Efter den första månaden ersätts modersmjölken stegvis med växtämnen och efter cirka 6 till 8 månader slutar honan att ge di. I djurparker blir ungen tidigast könsmogen när den är 3 eller 4 år gammal (oberoende av kön). I naturen parar sig hanar tidigast efter 6 till 13 år och honor efter 7 till 15 år. De flesta hanar parar sig inte innan de är 20 år gamla eller senare på grund av att de saknar egen flock.
I sällsynta fall dödar en vuxen hanne en främmande unge så att honan snabbt blir parningsberedd.
I naturen blir flodhästar 35 till 50 år gamla. Med människans vård kan de leva till 53 (till exempel i Berlins zoo) eller 61 år.

## Flodhästen och människan
Djuret jagas för köttets eller för nöjes skull. Flodhästar uppfattas ofta som fridfulla men det är felaktigt. Ett vanligt påstående gör gällande att de dödar fler människor per år än andra stora afrikanska djur som lejon och krokodil men vetenskapliga studier som stödjer denna tes saknas.
Det största hotet mot arten är illegal eller okontrollerad jakt för köttets och elfenbenets skull. Det sker främst i länder där uppror mot statsmakten är vanliga. I flera länder inrättades nationalparker, biosfärområden eller andra naturskyddsområden men det finns även stater där dessa åtgärdar saknas. Handel med artens betar är vanligt förekommande. Till exempel såldes 1991/1992 uppskattningsvis hörntänder som motsvarade en vikt av 27 000 kg.
Ett annat hot mot flodhästen är vattenföroreningar och minskande antal vattenpölar på grund av bevattningsprojekt för lantbruket. IUCN uppskattar att hela beståndet minskade med 30 procent mellan 1978 och 2008 och listar arten som sårbar (VU).